# La famiglia Smith
La famiglia Smith (The Smith Family) è una serie televisiva statunitense in 39 episodi trasmessi per la prima volta nel corso di 2 stagioni dal 1971 al 1972.
La canzone della sigla è Primrose Lane di Jerry Wallace.

## Trama
Chad Smith (interpretato da Henry Fonda) è un sergente della polizia di Los Angeles sposato con Betty dalla quale ha avuto tre figli: Cindy, una studentessa diciottenne, Bob (un quindicenne interpretato da un giovane Ron Howard) e Brian, di sette anni. La serie è incentrata per lo più sui rapporti tra Chad e la sua famiglia in relazione anche alla sua professione.

## Personaggi

### Personaggi principali
- detective sergente Chad Smith (39 episodi, 1971-1972), interpretato da Henry Fonda.
- Betty Smith (39 episodi, 1971-1972), interpretata da Janet Blair.
- Cindy Smith (39 episodi, 1971-1972), interpretata da Darleen Carr.
- sergente Ray Martin (39 episodi, 1971-1972), interpretato da John Carter.
- Bob Smith (39 episodi, 1971-1972), interpretato da Ron Howard.
- Brian Smith (39 episodi, 1971-1972), interpretato da Michael-James Wixted.

### Personaggi secondari
- capitano O'Farrell (6 episodi, 1971-1972), interpretato da Richard O'Brien.
- Ed Thomas (4 episodi, 1971-1972), interpretato da Vince Howard.
- sergente (3 episodi, 1971), interpretato da Richard Webb.
- Martha (2 episodi, 1971-1972), interpretata da Patience Cleveland.
- Ex Con (2 episodi, 1971-1972), interpretato da Booth Colman.
- Steve (2 episodi, 1971-1972), interpretato da Tim Graham.
- Gary (2 episodi, 1971-1972), interpretato da Butch Patrick.

## Produzione
La serie, ideata da Bob Sorrentino, fu prodotta da Don Fedderson Productions Le musiche furono composte da Wayne Skanklin e G. Callendar che composero anche il tema musicale della sigla, Primrose Lane, cantata da Mike Minor.
Tra i registi della serie è accreditato Herschel Daugherty, tra gli sceneggiatori Sydney Boeh.

## Distribuzione
La serie fu trasmessa negli Stati Uniti dal 1971 al 1972 sulla rete televisiva ABC. In Italia è stata trasmessa su RaiUno con il titolo La famiglia Smith.
Alcune delle uscite internazionali sono state:
- negli Stati Uniti il 20 gennaio 1971 (The Smith Family)
- in Francia il 30 giugno 1980 (Ah! Quelle famille)
- in Italia il 2 marzo 1977[6] (La famiglia Smith)

## Episodi
| Stagione         | Episodi | Prima TV USA | Prima TV Italia |
| ---------------- | ------- | ------------ | --------------- |
| Prima stagione   | 15      | 1971         | 1977            |
| Seconda stagione | 24      | 1971-1972    | 1977            |